# Liste der Bodendenkmäler in Mainburg
Auf dieser Seite sind die Bodendenkmäler in der niederbayerischen Gemeinde Mainburg zusammengestellt. Diese Tabelle ist eine Teilliste der Liste der Bodendenkmäler in Bayern. Grundlage ist die Bayerische Denkmalliste, die auf Basis des Bayerischen Denkmalschutzgesetzes vom 1. Oktober 1973 erstmals erstellt wurde und seither durch das Bayerische Landesamt für Denkmalpflege geführt wird. Die folgenden Angaben ersetzen nicht die rechtsverbindliche Auskunft der Denkmalschutzbehörde.

## Bodendenkmäler in Mainburg
| Lage                | Objekt | Akten-Nr.     | Bild |
| ------------------- | --- | ------------- | ---- |
| Mainburg (Standort) | Grabhügel vorgeschichtlicher Zeitstellung. | D-2-7336-0020 |      |
| Mainburg (Standort) | Verebneter Burgstall des Mittelalters. | D-2-7336-0021 |      |
| Mainburg (Standort) | Verebneter Turmhügel des Mittelalters. | D-2-7336-0022 |      |
| Mainburg (Standort) | Verebnetes rundes Grabenwerk vor- und frühgeschichtlicher Zeitstellung. | D-2-7336-0023 |      |
| Mainburg (Standort) | Verebneter Grabhügel vorgeschichtlicher Zeitstellung. | D-2-7336-0025 |      |
| Mainburg (Standort) | Siedlung vor- und frühgeschichtlicher Zeitstellung. | D-2-7336-0026 |      |
| Mainburg (Standort) | Siedlung vor- und frühgeschichtlicher Zeitstellung. | D-2-7336-0027 |      |
| Mainburg (Standort) | Siedlung vor- und frühgeschichtlicher Zeitstellung. | D-2-7336-0028 |      |
| Mainburg (Standort) | Siedlung vor- und frühgeschichtlicher Zeitstellung. | D-2-7336-0029 |      |
| Mainburg (Standort) | Burgstall des Mittelalters, Siedlung des Neolithikums, u. a. des Spätneolithikums (Altheimer Gruppe), der Bronze-, Urnenfelder- und Hallstattzeit sowie des Hochmittelalters.                            | D-2-7336-0030 |      |
| Mainburg (Standort) | Verebneter Ringwall vor- und frühgeschichtlicher bzw. frühmittelalterlicher Zeitstellung. | D-2-7336-0031 |      |
| Mainburg (Standort) | Siedlung vor- und frühgeschichtlicher Zeitstellung. | D-2-7336-0036 |      |
| Mainburg (Standort) | Burgstall des Mittelalters. | D-2-7336-0037 |      |
| Mainburg (Standort) | Frühmittelalterliche Reihengräber. | D-2-7336-0038 |      |
| Mainburg (Standort) | Bestattungsplatz wohl des frühen Mittelalters. | D-2-7336-0039 |      |
| Mainburg (Standort) | Verebnetes unregelmäßiges Grabenwerk mit zwei Gräben vor- und frühgeschichtlicher Zeitstellung. | D-2-7336-0040 |      |
| Mainburg (Standort) | Siedlung vor- und frühgeschichtlicher Zeitstellung. | D-2-7336-0041 |      |
| Mainburg (Standort) | Siedlung vor- und frühgeschichtlicher Zeitstellung. | D-2-7336-0042 |      |
| Mainburg (Standort) | Abschnittsbefestigung des frühen Mittelalters. | D-2-7336-0043 |      |
| Mainburg (Standort) | Ringwall des Mittelalters. | D-2-7336-0044 |      |
| Mainburg (Standort) | Burgstall des Mittelalters. Untertägige frühneuzeitliche Befunde des abgegangenen neuen Schlosses in Sandelzhausen.                                                                                      | D-2-7336-0045 |      |
| Mainburg (Standort) | Siedlung vor- und frühgeschichtlicher Zeitstellung. | D-2-7336-0047 |      |
| Mainburg (Standort) | Grabhügel vorgeschichtlicher Zeitstellung. | D-2-7336-0048 |      |
| Mainburg (Standort) | Verebneter Grabhügel vorgeschichtlicher Zeitstellung. | D-2-7336-0049 |      |
| Mainburg (Standort) | Siedlung vor- und frühgeschichtlicher Zeitstellung. | D-2-7336-0053 |      |
| Mainburg (Standort) | Siedlung und verebnetes Grabenwerk vor- und frühgeschichtlicher Zeitstellung. | D-2-7336-0054 |      |
| Mainburg (Standort) | Siedlung vor- und frühgeschichtlicher Zeitstellung. | D-2-7336-0055 |      |
| Mainburg (Standort) | Untertägige mittelalterliche und frühneuzeitliche Siedlungsteile im Bereich der historischen Marktsiedlung von Mainburg.                                                                                 | D-2-7336-0060 |      |
| Mainburg (Standort) | Untertägige Befunde im Bereich der Kath. Kirche St. Laurentius in Schleißbach, darunter die Spuren von Vorgängerbauten bzw. älteren Bauphasen.                                                           | D-2-7336-0063 |      |
| Mainburg (Standort) | Untertägige mittelalterliche und frühneuzeitliche Befunde im Bereich der Kath. Kirche St. Peter und Paul (Salvatorkirche) in Mainburg, darunter die Spuren von Vorgängerbauten bzw. älteren Bauphasen.   | D-2-7336-0064 |      |
| Mainburg (Standort) | Untertägige mittelalterliche und frühneuzeitliche Befunde im Bereich der Kath. Kirche St. Stephan in Aufhausen, darunter die Spuren von Vorgängerbauten bzw. älteren Bauphasen.                          | D-2-7336-0066 |      |
| Mainburg (Standort) | Untertägige mittelalterliche und frühneuzeitliche Befunde im Bereich der Kath. Kirche St. Petrus und Paulus in Ebrantshausen, darunter die Spuren von Vorgängerbauten bzw. älteren Bauphasen.            | D-2-7336-0074 |      |
| Mainburg (Standort) | Untertägige mittelalterliche und frühneuzeitliche Befunde im Bereich der Kath. Kirche St. Stephan in Kleingundertshausen, darunter die Spuren von Vorgängerbauten bzw. älteren Bauphasen.                | D-2-7336-0082 |      |
| Mainburg (Standort) | Untertägige mittelalterliche und frühneuzeitliche Befunde im Bereich der Kath. Kapelle St. Johann Baptist und Evangelist in Leitenbach, darunter die Spuren von Vorgängerbauten bzw. älteren Bauphasen.  | D-2-7336-0085 |      |
| Mainburg (Standort) | Untertägige mittelalterliche und frühneuzeitliche Befunde im Bereich der Kath. Pfarrkirche Mariä Lichtmeß in Lindkirchen, darunter die Spuren von Vorgängerbauten bzw. älteren Bauphasen.                | D-2-7336-0087 |      |
| Mainburg (Standort) | Untertägige mittelalterliche und frühneuzeitliche Befunde im Bereich der Kath. Kirche St. Wolfgang in Marzill, darunter die Spuren von Vorgängerbauten bzw. älteren Bauphasen.                           | D-2-7336-0089 |      |
| Mainburg (Standort) | Untertägige frühneuzeitliche Befunde im Bereich der Kath. Kapelle St. Koloman bei Massenhausen, darunter die Spuren von Vorgängerbauten bzw. älteren Bauphasen.                                          | D-2-7336-0091 |      |
| Mainburg (Standort) | Untertägige mittelalterliche und frühneuzeitliche Befunde im Bereich der Kath. Kirche Mariä Namen in Meilenhofen, darunter die Spuren von Vorgängerbauten bzw. älteren Bauphasen.                        | D-2-7336-0094 |      |
| Mainburg (Standort) | Untertägige mittelalterliche und frühneuzeitliche Befunde im Bereich der Kath. Pfarrkirche St. Andreas in Oberempfenbach, darunter die Spuren von Vorgängerbauten bzw. älteren Bauphasen.                | D-2-7336-0098 |      |
| Mainburg (Standort) | Untertägige mittelalterliche und frühneuzeitliche Befunde im Bereich der Kath. Kirche St. Johann Baptist und Evangelist in Puttenhausen, darunter die Spuren von Vorgängerbauten bzw. älteren Bauphasen. | D-2-7336-0105 |      |
| Mainburg (Standort) | Untertägige mittelalterliche und frühneuzeitliche Befunde im Bereich der Kath. Pfarrkirche Mariä Himmelfahrt in Sandelzhausen, darunter die Spuren von Vorgängerbauten bzw. älteren Bauphasen.           | D-2-7336-0110 |      |
| Mainburg (Standort) | Untertägige mittelalterliche und frühneuzeitliche Befunde im Bereich der Kath. Kirche St. Martin in Steinbach, darunter die Spuren von Vorgängerbauten bzw. älteren Bauphasen.                           | D-2-7336-0113 |      |
| Mainburg (Standort) | Untertägige mittelalterliche und frühneuzeitliche Befunde im Bereich der Kath. Kirche St. Ulrich in Unterempfenbach, darunter die Spuren von Vorgängerbauten bzw. älteren Bauphasen.                     | D-2-7336-0117 |      |
| Mainburg (Standort) | Untertägige mittelalterliche und frühneuzeitliche Befunde im Bereich der Kath. Kapelle St. Stephan in Unterwangenbach, darunter die Spuren von Vorgängerbauten bzw. älteren Bauphasen.                   | D-2-7336-0119 |      |
| Mainburg (Standort) | Verebnete Abschnittsbefestigung des frühen Mittelalters. | D-2-7336-0156 |      |
| Mainburg (Standort) | Untertägige frühneuzeitliche Befunde im Bereich der Friedhofskapelle St. Michael in Mainburg, darunter die Spuren von Vorgängerbauten bzw. älteren Bauphasen.                                            | D-2-7336-0158 |      |
| Mainburg (Standort) | Untertägige mittelalterliche und frühneuzeitliche Befunde im Bereich der Kath. Pfarrkirche Maria Immaculata in Mainburg, darunter die Spuren von Vorgängerbauten bzw. älteren Bauphasen.                 | D-2-7336-0159 |      |
| Mainburg (Standort) | Untertägige Befunde der mittelalterlichen Marktbefestigung von Mainburg. | D-2-7336-0160 |      |
| Mainburg (Standort) | Grabenwerk vor- und frühgeschichtlicher Zeitstellung (mittelalterlicher Burgstall). | D-2-7336-0161 |      |